# Lijst van Brusselse ministers van Buitenlandse Betrekkingen
Dit is een lijst van ministers van Buitenlandse Betrekkingen in de Brusselse Hoofdstedelijke Regering. 

## Lijst
| Nr.                              | Minister | Minister                | Partij | Partij                                 | Begin           | Einde           | Regering(en)                               | Bevoegdheid                             |
| -------------------------------- | -------- | ----------------------- | ------ | -------------------------------------- | --------------- | --------------- | ------------------------------------------ | --------------------------------------- |
| 1                                |          | Jos Chabert (1933-2014) |        | CVP                                    | 12 juli 1989    | 14 juli 1999    | Picqué I, II                               | Buitenlandse Betrekkingen               |
| 2                                |          | Annemie Neyts (1944)    |        | VLD                                    | 14 juli 1999    | 18 oktober 2000 | Simonet I                                  | Buitenlandse Betrekkingen               |
| 3                                |          | Guy Vanhengel (1958)    |        | VLD                                    | 18 oktober 2000 | 16 juli 2009    | de Donnea, Ducarme, Simonet II, Picqué III | Buitenlandse Betrekkingen               |
| vacant (16 juli 2009-7 mei 2013) |          |                         |        |                                        |                 |                 |                                            |                                         |
| (3)                              |          | Guy Vanhengel (1958)    |        | VLD                                    | 7 mei 2013      | 18 juli 2019    | Vervoort I, II                             | Externe Betrekkingen                    |
| S                                |          | Pascal Smet (1967)      |        | one.brussels-sp.a/one.brussels-Vooruit | 18 juli 2019    | 18 juni 2023    | Vervoort III                               | Europese en Internationale Betrekkingen |
| S                                |          | Ans Persoons (1979)     |        | one.brussels-Vooruit                   | 23 juni 2023    | heden           | Vervoort III                               | Europese en Internationale Betrekkingen |